# Conrads buulbuul
Conrads buulbuul (Pycnonotus conradi) is een zangvogel uit de familie van de buulbuuls. Deze vogel is genoemd naar zijn ontdekker, de Duitse natuuronderzoeker Paul Conrad (1836-1885).

## Taxonomie
De soort werd in 1873 door Friedrich Hermann Otto Finsch als ondersoort van Blanfords buulbuul (P. blanfordi) beschreven. Volgens moleculair genetisch onderzoek, gepubliceerd in 2016, kan dit taxon als een aparte soort worden beschouwd.

## Herkenning
De vogel is 17,5 tot 20 cm lang. Het is een overwegend grijsbruine vogel, van boven donker grijsbruin en van onder lichtgrijs met een waas van geel en wat duidelijker gele onderstaartdekveren.

## Verspreiding en leefgebied
Deze soort komt voor in Thailand en noordelijk en centraal Malakka tot zuidelijk Indochina. Het is een vogel van half open gebieden in het laagland (onder de 900 m boven zeeniveau) met struikgewas, gemengd loofbos, halfwoestijnen, agrarisch gebied, parken en tuinen en begroeiing langs wegen.

## Status
Conrads buulbuul heeft een groot verspreidingsgebied en daardoor is de kans op de status  kwetsbaar (voor uitsterven) gering. De grootte van de wereldpopulatie is niet gekwantificeerd. BirdLife International beschouwt de vogel nog als ondersoort van Blanfords buulbuul en deze heeft de status niet bedreigd op de Rode Lijst van de IUCN.